# Palazzo Ducale (Sabbioneta)
Il Palazzo Ducale, o Palazzo Grande, è un edificio storico di Sabbioneta, in provincia di Mantova, con due piani, un portico ed una torretta centrale, che si affaccia su piazza Ducale. Nella seconda stanza al secondo piano vi è l'albero genealogico della famiglia Gonzaga in cui ogni membro è affiancato dalla propria moglie e dal proprio marito. In questo palazzo morì il duca Vespasiano Gonzaga.

## Descrizione

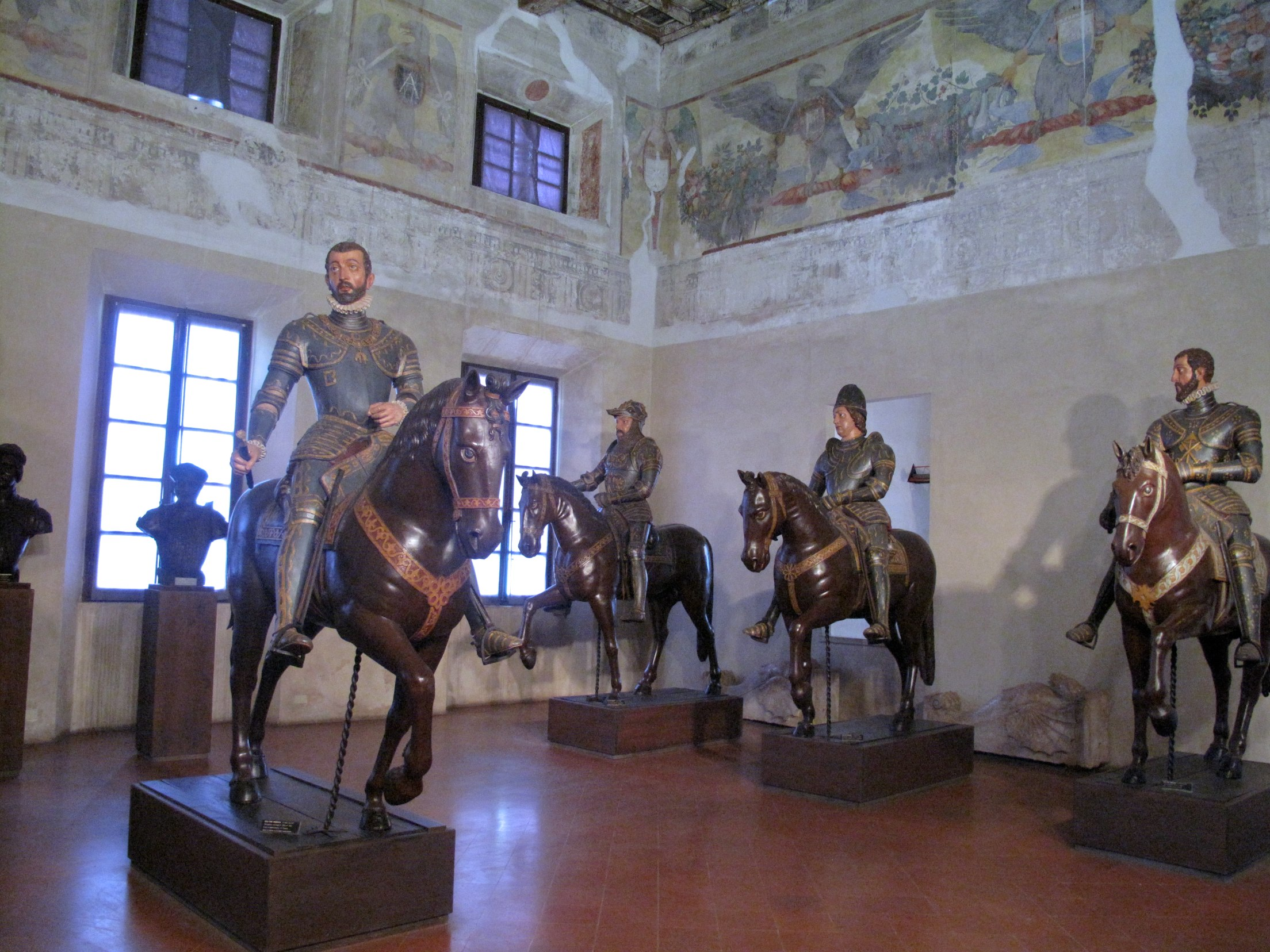
Statue equestri dei Gonzaga

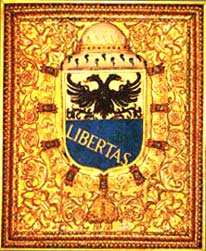
Lo stemma ducale

Fu il primo significativo edificio fatto realizzare da Vespasiano Gonzaga (1531-1591) (figlio di Rodomonte e di Isabella Colonna, educato a Fondi dalla famosa zia Giulia Gonzaga) nella sua città ideale, capitale dell'omonimo staterello: fu la dimora della famiglia regnante e il fulcro dell'organizzazione politica, amministrativa e cortigiana del ducato.
Il piano terreno è preceduto da un bel porticato rivestito di marmo. Il piano nobile è valorizzato dalle cosiddette sale d'oro, con la volta di legno dorato e dipinto: al centro del soffitto della saletta dei dardi si nota lo stemma del duca circondato dal collare del Toson d'Oro, conferitogli dal re Filippo II di Spagna; l'originale fu rinvenuto nel suo sarcofago nella vicina chiesa della Beata Vergine Incoronata.
Sono interessanti: la sala del duca d'Alba, con un maestoso camino in marmo rosa; la sala delle aquile con le statue equestri lignee (un tempo erano dieci) raffiguranti Vespasiano, il padre Luigi Gonzaga "Rodomonte", il bisavolo Gianfrancesco e Ludovico; la Galleria degli antenati, decorata a grottesche, in cui sono allineate molte effigi dei Gonzaga fino allo stesso duca, la seconda moglie Anna d'Aragona e l'unico figlio maschio, morto precocemente Luigi Gonzaga (1566-1580); la sala degli elefanti; la sala dei leoni, con il blasone ducale retto dai due felini araldici: la sala delle città e dell'angelo, con soffitto in cedro; la sala degli ottagoni e dei grappoli, che ospitavano la ricca biblioteca di Vespasiano.
Autori degli affreschi furono, tra gli altri, Fornaretto Mantovano, Bernardino Campi, Alberto Cavalli e Giulio Rubone.
Alla morte del duca (26 febbraio 1591) il palazzo, il restante patrimonio immobiliare e lo staterello furono ereditati dalla figlia Isabella Gonzaga (1565-1637), sposa di Luigi Carafa della Stadera.

### Museo civico di Palazzo Ducale
Il Palazzo ducale è sede del Museo civico.